# تل کاروانسرای ده شیخ
تل کاروانسرای ده شیخ مربوط به سدهٔ ۶ و ۷ ه.ق است و در شهرستان شیراز، بخش ارژن، دهستان قره چمن، روستای ده شیخ، کیلومتری ۲ جاده ده شیخ، روبروی تجهیزات ماسه شویی واقع شده و این اثر در تاریخ ۲۳ بهمن ۱۳۸۵ با شمارهٔ ثبت ۱۷۲۳۴ به‌عنوان یکی از آثار ملی ایران به ثبت رسیده است.